# Gnophos variegata
Gnophos variegata är en fjärilsart som beskrevs av Philogène Auguste Joseph Duponchel 1830. Gnophos variegata ingår i släktet Gnophos och familjen mätare. Inga underarter finns listade i Catalogue of Life.